# Heidolsheim
Heidolsheim (Haidelse in dialetto alsaziano) è un comune francese di 540 abitanti situato nel dipartimento del Basso Reno nella regione del Grand Est.

## Società

### Evoluzione demografica
Abitanti censiti